# Beretta 951
Le Beretta 951 (modèle 1951) est un pistolet semi-automatique italien de fabrication Beretta. Il fut commercialisé sous le nom de Brigadier.
Sa destination est le tir de défense et les marchés militaires. Il fut fabriqué sous licence en Égypte (Maadi Helwan) et en Irak (Tariq).

## Technique
Construit en acier forgé ou en alliage d'aluminium, ce modèle fonctionnait en simple action et avec une culasse calée. Son usage explique son calibre (9 mm Parabellum), son guidon et son cran de mire fixe. La sûreté manuelle à poussoir est située dans le haut de la plaquette de crosse gauche, le verrou de chargeur est sis dans le bas de cette même plaquette. La forme de ce verrou et celle des plaquettes de crosse évoluent au cours de la production.

## Variantes et/ou appellation
- Beretta 951: version militaire en 9 mm Para
- Beretta Brigadier: appellation commerciale du M951. Existe avec une carcasse en acier ou en alliage
- Beretta Em Berhama : version d'entraînement et de tir sportif. Hausse et guidon réglables. Crosse anatomique. Canon plus long. Fabriqué en petite série pour l'Armée égyptienne
- Helwan : M951 fabriqué sous licence par les Arsenaux égyptiens.
- Tariq 9 mm (en référence à Tariq ibn Ziyad) : copie du Helwan, fabriqué par les arsenaux irakiens.
- Beretta M952 : M951 chambré en 7,65 Parabellum pour les marchés civils italien et suisse.
- Beretta M952 Special : version d'entraînement et de tir sportif du M952. Hausse et guidon réglables. Crosse anatomique. Canon plus long.
- Beretta M951A/M951R : pistolet mitrailleur compact. Canon plus long et lourd.  Chargeur de 10 coups. Poignée en bois antérieur sur le M951A.

## Données numériques

### Helwan/Tariq
- Munition :  9 × 19 mm Parabellum
- Masse du pistolet vide
  - avec carcasse acier : 870 g
  - ave carcasse en alliage : 720 g
- Longueur: 20,3 cm
- Canon : 11,4 cm
- Chargeur : 8 cartouches

### Beretta 952 Standard
- Munition :  7,65 mm Parabellum
- Masse du pistolet vide : 900 g
- Longueur: 20,3 cm
- Canon : 11,4 cm
- Chargeur : 8 cartouches

## Production et diffusion
Le Beretta M951 fut commercialisé de 1953 à 1980. Ses utilisateurs professionnels furent les armées et polices de la Colombie, de l'Italie (au côté du Beretta model 1934), de Djibouti, de l'Égypte, d'Israël, du Nigéria,  et de la Tunisie. Il connut le conflit israélo-arabe (à partir de la crise de Suez), la guerre du Biafra, la guerre Iran-Irak, la  guerre du Golfe (1990-1991), la guerre d'Irak et le conflit armé colombien.

## Liste des pistolets Beretta
- Beretta model 1915 et sa variante Beretta modelo 1923
- Beretta 1919
- Beretta M1931
- Beretta 318
- Beretta 418
- Beretta model 1934/1935
- Beretta M1951
- Beretta 950
- Beretta 70
- Beretta 76
- Beretta 80 (série)
- Beretta 89
- Beretta 92
- Beretta 93R
- Beretta 8000
- Beretta Tomcat
- Beretta 9000 S
- Beretta Px4 Storm
- Beretta 90-TWO
- Beretta M9A1
- Beretta BU9 Nano
- Beretta APX (en)
- Beretta modelo 1923
- Beretta 1919
- Beretta M1931
- Beretta 318
- Beretta 418
- Beretta model 1934/1935
- Beretta M1951A
- Beretta 950
- Beretta 70
- Beretta 76
- Beretta 80 (série)
- Beretta 89
- Beretta 92
- Beretta 93R
- Beretta 8000
- Beretta Tomcat
- Beretta 9000 S
- Beretta Px4 Storm
- Beretta 90-TWO
- Beretta M9A1
- Beretta BU9 Nano
- Beretta APX (en)